# 等鰭石首魚
等鰭石首魚為輻鰭魚綱鱸形目鱸亞目石首魚科的其中一種，分布於東太平洋區，從加拿大卑詩省至墨西哥下加利福尼亞半島海域，棲息深度可達45公尺，本魚體銀灰色，鰭蒼白偏黃，口大，強斜，下顎突出，具大型犬齒狀的牙齒，下巴沒有觸鬚或毛孔，背鰭硬棘8-9枚，背鰭軟條19-20枚，臀鰭硬棘2枚，臀鰭軟條18-19枚，體長可達25公分，棲息在沙泥底質海域，屬肉食性，以蝦子為食，可做為食用魚。

## 外部連結
- 等鰭石首魚的圖片